# Grandpuits-Bailly-Carrois
Grandpuits-Bailly-Carrois é uma comuna francesa localizada na região administrativa da Île-de-France, no departamento Sena e Marne. A comuna possui 916 habitantes segundo o censo de 1990.